# Michele Besso

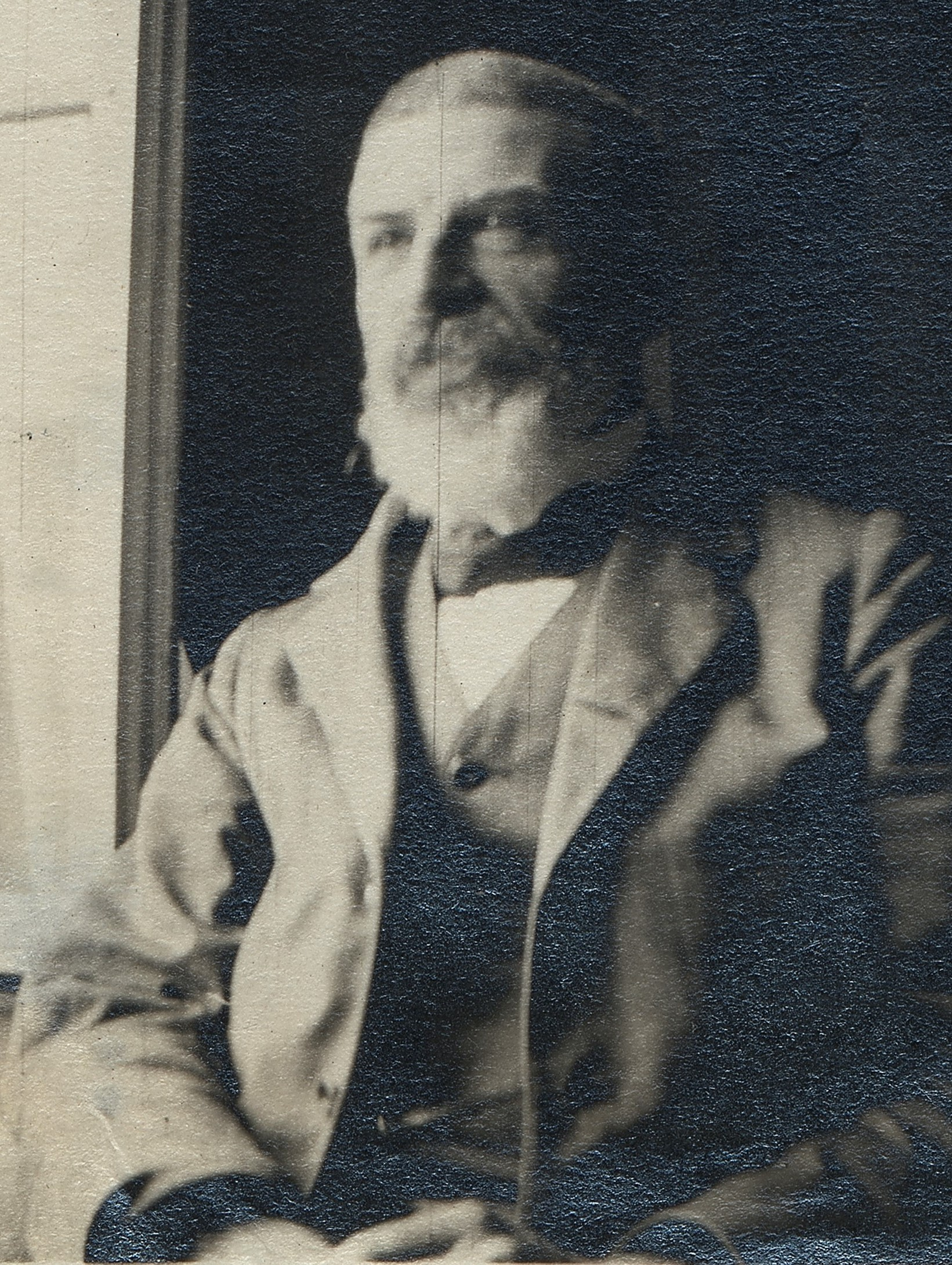
Porträt von Michele A. Besso (ETH Zürich)

Michele Angelo Besso (* 25. Mai 1873 in Riesbach; † 15. März 1955 in Genf) war ein schweizerisch-italienischer Ingenieur, der ein enger Freund und Kollege von Albert Einstein am Patentamt in Bern war.
Besso, der von sephardischen Juden abstammte, wuchs in Italien auf, wo er Verwandte hatte. Er war ein Studienkollege von Einstein an der ETH Zürich, wo Besso Maschinenbau studierte. Sie lernten sich an einem Hausmusik-Abend im Haus der Selina Caprotti in Zürich kennen. Ab 1904 war er, auf Einsteins Empfehlung, dessen Kollege beim Patentamt in Bern. Mit Besso und anderen Freunden diskutierte Einstein dort philosophische und naturwissenschaftliche Themen, ihr Kreis nannte sich Akademie Olympia. Besso soll Einstein dabei mit der Philosophie von Ernst Mach bekannt gemacht haben. Er war der wichtigste Diskussionspartner Einsteins bei der Entstehung von dessen Spezieller Relativitätstheorie und ist die einzige Person, der Einstein in seinem berühmten Aufsatz Zur Elektrodynamik bewegter Körper von 1905 dankt (er schreibt, dass ihm Besso „treu zur Seite stand“ und „dass er ihm manche wertvolle Anregung verdanke“). Ihre Freundschaft hielt ein Leben lang und sie korrespondierten miteinander. Als sich Einstein und Mileva Maric 1914 trennten und sie mit den beiden Söhnen nach Zürich zog, waren die Bessos das Bindeglied zwischen Einstein in Berlin und seiner geschiedenen Frau, die sie auch während einer Krankheit pflegten. Auch bei der Entstehung der Allgemeinen Relativitätstheorie tauschte Einstein mit Besso Ideen aus, und Besso unterstützte Einstein 1913 bei der Berechnung der Periheldrehung des Merkur, damals noch erfolglos, da Einstein noch nicht die endgültigen Feldgleichungen hatte.
Als Besso 1955 einen Monat und drei Tage vor Einstein starb, schrieb dieser an die Angehörigen: „Nun ist er mir auch mit dem Abschied von dieser sonderbaren Welt ein wenig vorausgegangen. Das bedeutet nichts. Für uns gläubige Physiker hat die Scheidung zwischen Vergangenheit, Gegenwart und Zukunft nur die Bedeutung einer, wenn auch hartnäckigen, Illusion.“
Besso war mit Anna Winteler verheiratet, der ältesten Tochter von Einsteins Aarauer Hauswirt Jost Winteler. Mit dem Winteler-Sohn Paul war Einsteins Schwester Maja verheiratet.